# Citycenter
Citycenter alternativt Citycenter Las Vegas, marknadsfört som CityCenter, är ett byggnadskomplex som ligger utmed gatan The Strip i Paradise, Nevada i USA. Den består av fem skyskrapor och ett varuhus. Meningen var dock att det skulle vara sex skyskrapor men den sjätte revs på grund av ett byggfel där en kritisk del av armeringsstålkonstruktionen installerats fel och därför blev det en säkerhetsrisk att låta den stå kvar. Citycenter har sin egen monorail som förbinder byggnadskomplexet med kasinona Bellagio i norr och Park MGM i söder.
Den 10 november 2004 meddelade MGM Mirage (idag MGM Resorts International) att man skulle uppföra ett byggnadskomplex på 31 hektar som skulle innefatta sex skyskrapor och ett varuhus. Komplexet fick namnet Citycenter och i augusti 2007 ingick MGM och Dubai Worlds Infinity World Development ett joint venture efter att Infinity sköt till 2,7 miljarder dollar till byggprojektet. Byggnadskomplexet byggdes mellan 2006 och 2009 till en totalkostnad på 9,2 miljarder dollar. Invigningarna av de olika byggnaderna skedde i december 2009 och juli 2010.

## Byggnader
1 = Samriskföretag mellan MGM och Infinity äger fortfarande byggnaden.
2 = MGM utför facility management i byggnaden.
|  | Namn                      | Topphöjd | Våningar | Invigd | Typ                        |
|  | ------------------------- | -------- | -------- | ------ | -------------------------- |
|  | Aria Resort & Casino12    | 180      | 61       | 2009   | Kasino och hotell.         |
|  | The Harmon Hotel          | 138      | 28       |        | Hotell.                    |
|  | The Shops at Crystals     | 10       | 3        | 2009   | Varuhus.                   |
|  | Vdara12                   | 176      | 57       | 2009   | Hotell.                    |
|  | Veer Towers2              | 150      | 37       | 2010   | Ägarlägenheter.            |
|  | Waldorf Astoria Las Vegas | 164      | 56       | 2009   | Hotell och ägarlägenheter. |